# Pietro Capocci
Pietro Capocci (ur. 1200, zm. 20 maja 1259) – włoski kardynał.
Wywodził się z rzymskiej arystokracji. Był spokrewniony z papieżem Honoriuszem III (1216-27), u którego służył jako hostiariusz. Był też kanonikiem bazyliki watykańskiej. W 1243 roku uzyskał tytuł magistra.
28 maja 1244 papież Innocenty IV mianował go kardynałem diakonem San Giorgio in Velabro. Uczestniczył w Soborze Lyońskim w 1245 roku, a w roku 1247 został wysłany jako legat do Niemiec w celu doprowadzenia do wyboru nowego króla po ogłoszonej przez Sobór detronizacji Fryderyka II. Legacja trwała do listopada 1248 roku. Wiosną 1249 roku został mianowany gubernatorem czterech prowincji Państwa Kościelnego i legatem w królestwie Sycylii; pełniąc ten urząd dowodził wojskiem papieskim walczącym z cesarzem Fryderykiem II, jednak bez większych sukcesów. W latach 1254–1255 działał jako legat papieski w Niemczech, Polsce i krajach skandynawskich. Podpisywał bulle papieskie między 27 września 1244 a 30 kwietnia 1259. Zmarł w Rzymie.